# Mantoida fulgidipennis
Mantoida fulgidipennis är en bönsyrseart som beskrevs av John Obadiah Westwood 1889. Mantoida fulgidipennis ingår i släktet Mantoida och familjen Mantoididae. Inga underarter finns listade i Catalogue of Life.